# Albionbatrachus
Albionbatrachus Meszoely et al., 1984 è un genere estinto di anfibi anuri, vissuto nell'Eocene superiore (Priaboniano, 33,9–37,2 milioni di anni fa), i cui resti fossili sono stati rinvenuti solo nel Regno Unito.

## Tassonomia
Di questo genere sono state descritte due specie:
- Albionbatrachus oligocenicus
- Albionbatrachus wightensis